# Chromis iomelas
Chromis iomelas Jordan e Seale, 1906 è un pesce osseo appartenente alla famiglia Pomacentridae e alla sottofamiglia Chrominae.

## Distribuzione e habitat
La specie è diffusa nelle zone tropicali dell'Oceano Pacifico occidentale dalla Grande Barriera Corallina Australiana alla Nuova Guinea, alle Samoa, Vanuatu e le Isole della Società. Non è presente a nord della Nuova Guinea né in Micronesia.
Vive in gruppi o solitario nella parta esterna delle barriere coralline e nei canali che separano i reef. Si incontra a profondità fra 3 e 35 metri.

## Descrizione
L'aspetto è quello tipico del genere Chromis. La colorazione è bruno scuro o nera nella parte anteriore del corpo e biancastra nella parte posteriore, le due colorazioni sono divise da una linea netta subverticale, il colore scuro comprende la metà anteriore della parte spinosa della pinna dorsale mentre la pinna anale è completamente bianca. Nell'areale indopacifico che occupa esistono altre specie come Chromis dimidiata, C. margaritifer e C. xanthura che hanno un pattern di colorazione simile e si possono distinguere grazie alla maggiore o minore estensione della colorazione scura.
Raggiunge gli 8 cm di lunghezza.

## Biologia

### Comportamento
È un animale diurno. Forma banchi insieme all'affine Chromis margaritifer.

### Alimentazione
Si nutre di alghe e zooplancton.

### Riproduzione
È una specie ovipara, le uova aderiscono al fondale e vengono sorvegliate dal maschio.